# Artur Frey
Artur Stefan Frey (ur. 14 kwietnia 1932 w Milanówku, zm. 12 czerwca 2021 w Szczecinie) – polski prawnik, działacz opozycji antykomunistycznej w PRL.

## Życiorys
Studiował prawo na Wydziale Prawa Uniwersytetu Łódzkiego. W dniu 10 października 1952 roku został – na wniosek Wojewódzkiego Urzędu Bezpieczeństwa Publicznego w Łodzi – skazany przez Komisję Specjalną do Walki z Nadużyciami i Szkodnictwem Gospodarczym na dwa lata obozu pracy za wrogą działalność w organizacji młodzieżowej. Karę odbył w Zakładzie Karnym w Łodzi oraz w Obozie Pracy Monopol w Warszawie, pracując przymusowo przy budowie Pałacu Kultury i Nauki. We wrześniu 1953 roku został zwolniony i przywrócony na drugi rok prawa UŁ. Po ukończeniu studiów odbył aplikację sędziowską w Sądzie Wojewódzkim w Szczecinie (1956–1957). Następnie pracował w Sądzie Powiatowym w Gryfinie jako asesor (1958–1959) oraz sędzia (od 1960). W 1961 roku został radcą prawnym.
W latach 1973–1980 uczestniczył w spotkaniach Duszpasterstwa Akademickiego, organizowanych przez o. Huberta Czumę oraz w spotkaniach opozycji przedsierpniowej. Od sierpnia 1980 roku był członkiem NSZZ „Solidarność”. Współpracował z Międzyzakładową Komisją Robotniczą w Szczecinie, w ramach której współzakładał Biuro Prawne MKR. W 1981 roku był współzałożycielem i członkiem prezydium szczecińskiego Komitetu Obrony Więzionych za Przekonania oraz jednym z założycieli stowarzyszenia Przymierze Społeczne „Odrodzenie”. Opracowywał również raporty o łamaniu prawa.
Po ogłoszeniu stanu wojennego organizował pomoc prawną w Diecezjalnym Punkcie Pomocy. Uczestniczył w manifestacjach patriotycznych (1982), a od listopada 1983 roku był radcą prawnym Biskupiego Komitetu Charytatywno-Społecznego. W latach 1981–1989 zajmował się kolportażem prasy i wydawnictw podziemnych, a w 1988 roku był członkiem Grupy Pomocowej przy kościele św. Andrzeja Boboli w Szczecinie. Podczas strajków w 1988 roku był doradcą prawnym strajkujących w Wojewódzkim Przedsiębiorstwie Komunikacji Miejskiej w Szczecinie oraz Międzyzakładowym Komitecie Strajkowym w szczecińskim Porcie.
Był dwukrotnie rozpracowywany przez organy bezpieczeństwa PRL: w latach 1977–1978 przez Komendę Wojewódzką Milicji Obywatelskiej w Szczecinie w ramach sprawy operacyjnego sprawdzenia o krypt. Edek oraz w latach 1984–1985 przez szczeciński Wojewódzki Urząd Spraw Wewnętrznych w ramach sprawy operacyjnego sprawdzenia o krypt. „Ambulans”. 
Od marca 1989 roku był członkiem Obywatelskiego Komitetu Porozumiewawczego Regionu Pomorze Zachodnie. Podczas wyborów parlamentarnych w 1989 roku przewodniczącym Wojewódzkiej Komisji Wyborczej do Senatu RP oraz członkiem Zespołu Prawników. W latach 1990–1994 był radnym miejskim Szczecina z ramienia OKP „Solidarność”. Od 1990 roku należał do Związku Kombatantów RP i Byłych Więźniów Politycznych oraz współzakładał i przewodniczył Komitetowi Badania Zbrodni Stalinowskich. Od 1991 roku przewodniczył Zarządowi Wojewódzkiemu Porozumienia Centrum w Szczecinie. W 2010 roku przeszedł na emeryturę.
W 2001 roku był jednym z założycieli Stowarzyszenia „Instytut Słowiańszczyzny Zachodniej”. W 2010 roku otrzymał Brązowy Medal Ministra Sprawiedliwości, natomiast w 2018 roku został uhonorowany Złotą Odznaką Honorową Gryfa Zachodniopomorskiego.
Został pochowany na cmentarzu Centralnym w Szczecinie.